# Pitagora
Pitagora (in greco antico: Πυθαγόρας?, Pythagóras; Samo, tra il 580 a.C. e il 570 a.C. – Metaponto, 495 a.C. circa) è stato un filosofo, matematico, scienziato e legislatore greco antico.
Forse figlio di Mnesarco, noto commerciante e incisore di sigilli e Partenide, una delle donne più belle di Samo successivamente chiamata Pythais, fu convinto a seguire le orme del padre ma già in tenera età mostrò invece una predisposizione alle materie scientifiche e filosofiche, che lo portarono a girare il Mediterraneo alla ricerca di conoscenza e sapere, che egli attinse soprattutto alle scuole misteriche dell'antico Egitto. Fu inoltre taumaturgo, astronomo, scienziato, politico e fondatore a Crotone di una delle più importanti scuole di pensiero dell'umanità, che prese da lui stesso il nome: la Scuola Pitagorica.
A lui si deve la nascita della nozione di esoterismo in Occidente, basato su una trasmissione del sapere solo a cerchie ristrette di adepti. Il suo pensiero ha avuto enorme importanza per lo sviluppo della scienza occidentale, avendo per primo intuito l'efficacia della matematica per descrivere il mondo, intesa però non come un insieme di conoscenze astratte e teoriche, ma come arte del saper vivere. La scuola italica, successivamente a lui intitolata, fu il crogiolo nel cui ambito si svilupparono molte conoscenze, in particolare quelle filosofiche, etiche, politiche, fin anche quelle matematiche e le sue applicazioni, come il noto teorema di Pitagora.

## Biografia
La vita di Pitagora è poco nota e la maggior parte delle testimonianze che lo riguardano sono di epoca più tarda. Alcuni autori antichi o suoi contemporanei, come Senofane, Eraclito ed Erodoto, hanno dato testimonianze tali da far pensare all'esistenza storica di Pitagora, pur se inserita nella tradizione leggendaria. La più antica testimonianza su Pitagora risale a un detto canzonatorio di Senofane (VI secolo a.C.), dove Pitagora si sarebbe lamentato con un tale perché picchiava un cane in cui egli aveva riconosciuto - con riferimento alla metempsicosi - l'anima di un suo amico. Nel IV secolo a.C., lo scettico Timone di Fliunte accusa Pitagora di essere stato un ciarlatano; così pure Cratino, poeta comico ateniese, accusa i pitagorici di usare la retorica per ingannare i loro uditori. Anche Eraclito ha sostenuto che Pitagora, figlio di Menarco, fosse un erudito, ma di "artificiosa astuzia" e incapace di comprendere cosa caratterizzasse la sua erudizione
Secondo queste fonti, Pitagora nacque nella prima metà del VI secolo a.C. nell'isola di Samo, dove fu scolaro di Ferecide, Aglaofamo e Anassimandro, subendone l'influenza nel suo pensiero. Secondo alcune ricostruzioni, il padre potrebbe essere stato un cittadino facoltoso di nome Mnesarco. Questi, trovandosi a Delfi, volle chiedere alla Pizia delucidazioni sul suo futuro e la sacerdotessa predisse la nascita di un figlio utile al genere umano e saggio. Secondo gli eruditi calabresi del XVI secolo d.C., le cui affermazioni non sono attendibili, Pitagora non nacque in Grecia, ma nell'omonima città di Samo in Calabria.
Attribuibile alle leggende sulla vita di Pitagora è il suo matrimonio con Teano, dalla quale avrebbe avuto vari figli: due maschi, Arimnesto e Telauge, e tre femmine, Arignota, Myia, Damo.
Da Samo, Pitagora si trasferì nella Magna Grecia. Dei suoi viaggi in Egitto e a Babilonia, narrati dalla tradizione dossografica, non vi sono fonti certe; essi sono ritenuti, almeno in parte, leggendari. Viste le testimonianze, è probabile che l'erudito Pitagora sia giunto in Italia meridionale, a Crotone, da Samo intorno al 530 a.C., abbia impressionato le élite locali e, guadagnando presto la loro fiducia, le abbia infine spinte ad adottare costumi più sobri e a cercare l'armonia all'interno della propria comunità. A Crotone fondò la Scuola pitagorica. Secondo Russell, il trasferimento di Pitagora si dovette a cause politiche in quanto il filosofo non approvava la tirannide di Policrate.
Sulla sua morte i resoconti dei biografi non coincidono: essendo scoppiata una rivolta dei democratici contro il partito aristocratico pitagorico, la casa dove si erano riuniti gli esponenti più importanti della setta fu incendiata. Si salvarono Archippo e Liside, che si rifugiò a Tebe. Secondo una versione, Pitagora prima della sommossa si era ritirato a Metaponto, dove morì. Secondo altri invece casualmente era assente alla riunione nella casa incendiata e quindi riuscì a salvarsi fuggendo prima a Locri, quindi a Taranto e da lì a Metaponto dove morì nei pressi dell’Heraion, più conosciuto come Tavole Palatine. A questo riguardo Porfirio (232-305 d.C.) scrisse: 
(Pitagora e la sua morte)
Quasi sicuramente Pitagora non lasciò nulla di scritto e le opere Tre libri e Versi aurei vanno ascritte ad autori sconosciuti, che li redassero in epoca cristiana o di poco antecedente.
Giamblico, fondatore di una scuola neoplatonica ad Apamea in Siria, attesta invece che i primi libri a contenuto pitagorico pubblicati erano opera di Filolao.
La più antica biografia di Pitagora è di età romana. Porfirio e Giamblico scrissero una Vita di Pitagora. Secondo alcune fonti come Diog. Laert. 8,55, che riprende la notizia da Timeo di Tauromenio, sebbene le date ufficiali non collimino, Pitagora fu il maestro di Empedocle che a sua volta fu un suo estimatore. Empedocle fu espulso dalla scuola per aver divulgato la dottrina nei suoi poemi.

## Pitagora autore del termine "filosofia"

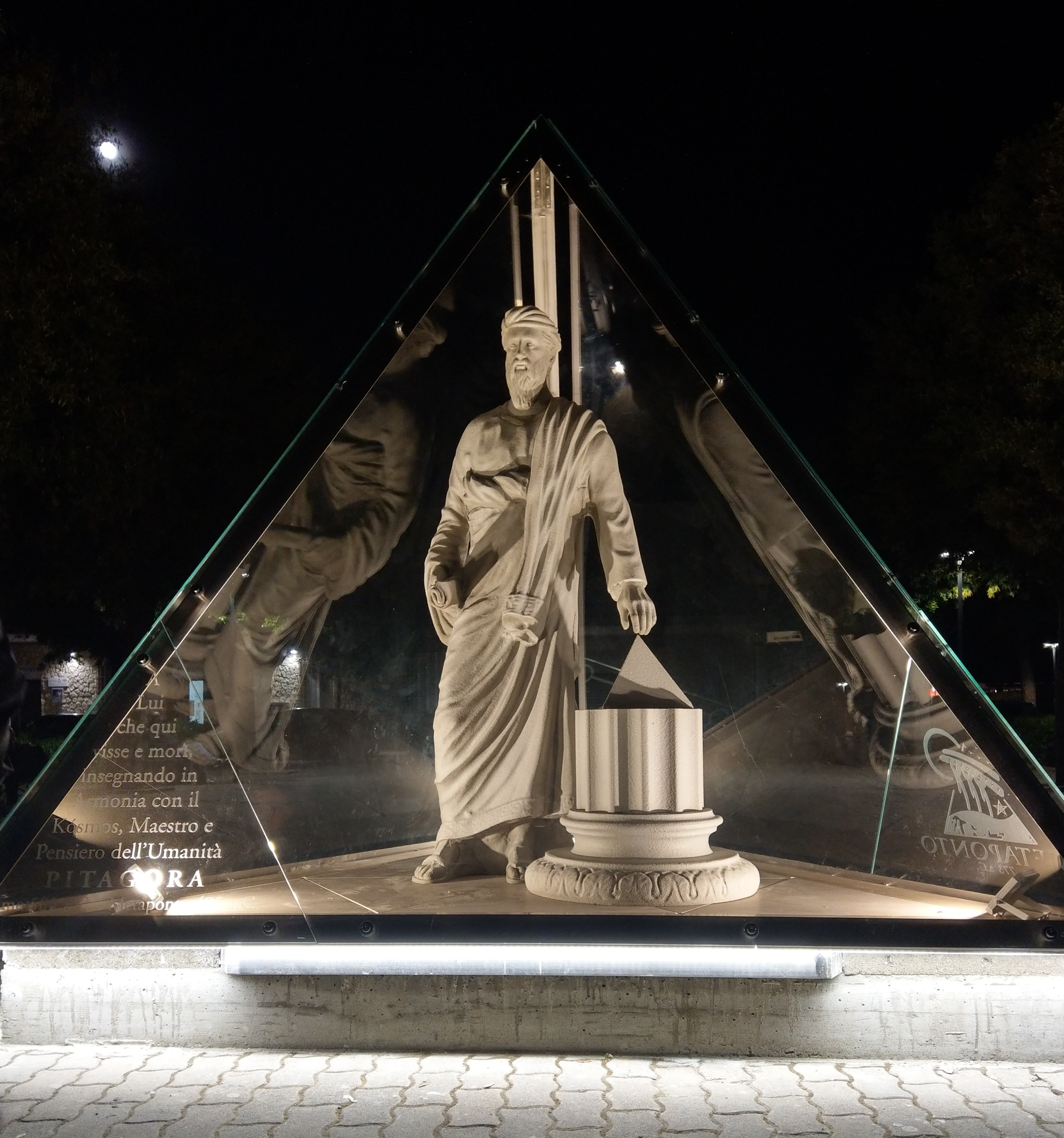
Statua di Pitagora all'agorà di Metaponto

Pitagora è stato indicato in passato come l'autore del termine "filosofia" (φιλοσοφία), inteso come "amore per la sapienza". La storia della filosofia fa risalire questo nuovo termine a fonti come Eraclide Pontico, Cicerone (nelle Tuscolane) e Diogene Laerzio (nelle Vite e dottrine dei più celebri filosofi).
Autori moderni tra cui Walter Burkert e Christoph Riedweg hanno messo in dubbio questa tradizione antica. Riedweg ha rilevato come intendere modestamente il filosofo come colui che ama (φιλέω) la sapienza (σοφία), ma non la possiede perché solo gli dei sono veramente sapienti, voglia significare che con un'apparente «umile definizione della filosofia» il filosofo pretenderebbe di «raggiungere qualcosa di irraggiungibile»: la sapienza divina.
Questa interpretazione del termine "filosofia" non corrisponde al senso delle dottrine dei presocratici, dove l'interesse fondamentale era la conoscenza della natura escludendo ogni altra considerazione trascendente, per cui quel significato sembra essere adeguato piuttosto alla dottrina platonica.
In un frammento che si fa risalire ad Eraclito, poi, sarebbe già indicato, prima ancora che in Pitagora, il termine "filosofia", e così anche in un'opera precedente di Erodoto, il quale però, per l'uso normale, non specifico che egli ne fa nelle sue Storie, rende difficile pensare che questa parola sia nata negli anni venti del V secolo quando probabilmente fu pubblicata la sua opera.
Infine, questa attribuzione di modestia che si troverebbe nel significato del filosofo che "ama la sofia che però non gli appartiene" non si confarebbe al carattere di Pitagora, che orgogliosamente si poneva come un capo religioso dalla personalità carismatica.

## Critica storica
La figura di Pitagora, detto "il saggio di Samo", è una delle più controverse della storia della Grecia antica. La ragione di questa problematicità risiede sostanzialmente nella scarsa decifrabilità  – quando non inattendibilità – delle testimonianze che lo riguardano
La figura storica di Pitagora viene malgrado tutto menzionata da scrittori suoi contemporanei o di poco posteriori come Senofane, Eraclito, Erodoto, e sembra essere accertata, ma la sua fisionomia di filosofo risulta confusa poiché si mescola alla leggenda narrata nelle numerose Vite di Pitagora composte nel periodo del tardo neoplatonismo e del neopitagorismo, nelle quali il filosofo viene presentato come figlio del dio Apollo. Secondo la leggenda, il nome risalirebbe etimologicamente ad una parola che significherebbe "annunciatore del Pizio", cioè del dio Apollo, (Πυθαγόρας – Pythagòras), composto da Πύθιος (Pýthios, un epiteto di Apollo) e agorà (ἀγορά – "piazza"); altre fonti identificano il primo elemento con pèithō (πείθω – "persuadere"), quindi "colui che persuade la piazza", "colui che parla in piazza", "oratore della piazza".
Si giunse a considerarlo profeta, guaritore, mago e ad attribuirgli veri e propri miracoli. Secondo Abaris, profeta e sacerdote Iperboreo, Pitagora era l'incarnazione di Apollo.
È quasi impossibile distinguere, nell'insieme di dottrine e frammenti a noi pervenuti, non solo ciò che appartiene al pensiero di Pitagora ma neppure, nonostante i tentativi di John Burnet di separare il pensiero del primo pitagorismo da quello successivo. Anche Aristotele, che si può considerare il primo storico della filosofia, nella difficoltà evidente di identificare la dottrina del maestro, parla genericamente de «i cosiddetti pitagorici».

## Le dottrine proprie di Pitagora e ilbíos pythagorikós
L'importanza fondamentale della figura di Pitagora per la storia religiosa e filosofica dell'umanità è legata a regole proprie della vita, del bíos pythagorikós. La condotta di vita pitagorica contiene numerose regole, per lo più centrate sulla condizione di "purezza", molte delle quali risultano nelle loro motivazioni a noi incomprensibili, già in antichità si era tentato di fornirne una spiegazione. A queste regole verranno affiancate, in epoca tarda, spiegazioni simboliche. Oltre alle regole di "purezza", fondamentali per il bíos pythagorikós, risultano le regole alimentari: la più nota consiste nella proibizione di cibarsi di esseri animati, nel contempo tuttavia vi sono delle prescrizioni che consentono sia i sacrifici sia la consumazione di carne (solo alcuni tagli e solo di alcuni animali) il che fa sostenere a Riedweg che «il vegetarianismo più rigoroso rimase probabilmente limitato alla cerchia più interna della comunità pitagorica, in cui non erano più in vigore i "criteri di socialità" normale, tra l'altro anche a motivo della comunione dei beni.» Altra regola fondamentale per i pitagorici riguardava l'astensione del consumo delle fave.

Nel bíos pythagorikós compare per la prima volta anche il divieto di avere relazioni extraconiugali.

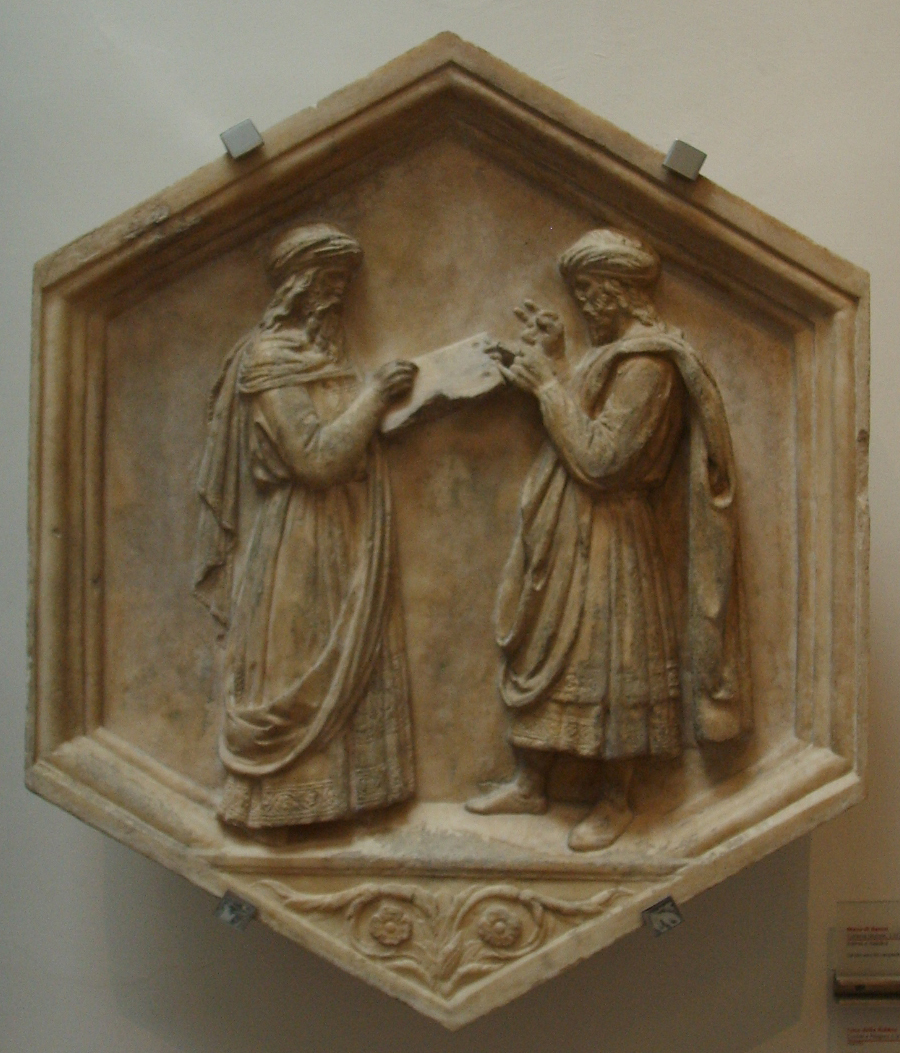
Euclide e Pitagora, ovvero la Geometria e l'Aritmetica, formella del Campanile di Giotto, Luca della Robbia, 1437-1439, Firenze

Sebbene sembri che Pitagora non abbia lasciato scritti, tuttavia i suoi discepoli gli attribuirono un'estesa dottrina, arrivando anche a scrivere opere a suo nome.

### Insegnamenti
Intorno al 530 a.C. fondò a Crotone una delle prime scuole di pensiero dell'umanità.
Intorno alla sua figura la scuola seguì le indicazioni di vita proprie del maestro, e si affermò anche in altre città della Magna Grecia, dando vita a un movimento filosofico e scientifico fino a circa il 450 a.C..
A tal proposito si possono ricostruire alcuni insegnamenti.

#### La metempsicosi
Pochi sono gli elementi certi della dottrina pitagorica; tra questi la metempsicosi, ossia la dottrina della sopravvivenza della psyché alla morte e il suo trasferimento in altro corpo fisico. Oltre a Dicearco – posteriore di due secoli a Pitagora – ne parla Aristotele come di un "mito" pitagorico. Ione di Chio parla di metempsicosi, citando Ferecide, dove tratta degli insegnamenti di Pitagora su un aldilà felice se si conduce una vita moralmente adeguata. Platone si riferisce più volte alla dottrina della trasmigrazione delle anime, ma non si richiama mai a Pitagora; piuttosto cita pitagorici come Filolao.
Diogene Laerzio riporta (attribuendolo a Senofane) un episodio in cui Pitagora difese un cane dal suo padrone poiché aveva riconosciuto nell'animale l'anima di un suo amico scomparso.
Derivato dall'orfismo, nella dottrina pitagorica vi è un aspetto religioso, relativo alla trasmigrazione delle anime che, per una colpa originaria, erano costrette ad incarnarsi in corpi umani o bestiali sino alla finale purificazione.
La novità del pensiero di Pitagora rispetto all'orfismo è rappresentata dalla considerazione della conoscenza come strumento di purificazione, nel senso che l'ignoranza è ritenuta una colpa da cui ci si libera con il sapere. Questa particolarità della dottrina è considerata dagli studiosi sicuramente proveniente da Pitagora, che viene tradizionalmente definito, a partire da Eraclito, come polymathés (erudito) che «…praticò la ricerca più di tutti gli altri uomini», anche se la sua fu una sapienza fraudolenta (kakotechnie). Eraclito non specifica quale fosse il contenuto di questa sapienza. Porfirio, riferendosi al già citato Dicearco (allievo di Aristotele), parla di Pitagora e menziona, seppur due secoli dopo la morte del filosofo, gli aspetti principali della sua filosofia: l'immortalità dell'anima e la sua trasmigrazione fra varie specie animali in un ciclo di rinascite, per cui tutti gli esseri viventi vanno riconosciuti come appartenenti ad una sola specie. Porfirio non accenna ad alcun interesse di Pitagora per la matematica, mentre insiste sul problema dell'anima. Questo ha fatto pensare che Porfirio e Giamblico (un altro tardo autore fonte del pitagorismo) appartenessero entrambi alla scuola platonica, determinando una sorta di sincretismo tra la dottrina pitagorica e quella platonica, una «platonizzazione del pitagorismo».

Rappresentazione del famoso "teorema" detto di Pitagora. Tale teorema è inserito alla proposizione 47 del I libro degli Elementi di Euclide (IV-III sec. a.C.)..

#### Matematica e Acusmatica
Nella dottrina pitagorica, la base della realtà e di ogni cosa in essa contenuta è costituita dai numeri. Così, non solo gli elementi corporei sono composti da numeri, ma anche il cosmo e i suoi astri, gli dèi, i concetti, la musica con la sua harmonia.
Secondo le tarde testimonianze di Giamblico e Porfirio nella scuola pitagorica si sarebbe verificata una distinzione tra i discepoli, a seconda del loro interesse per i contenuti "scientifici" o mistico-religiosi, in "Matematici" (da mathema, scienza) e "Acusmatici" (da akousma, detto orale). Dopo la morte di Pitagora sarebbe nata una contesa tra le due fazioni che si attribuivano l'eredità filosofica del maestro. I primi cercavano di rinnovare il Pitagorismo rifacendosi a una presunta dottrina segreta di Pitagora della quale essi si consideravano i depositari privilegiati. I "Matematici" sostenevano infatti che Pitagora avesse insegnato in pubblico ai più anziani, incaricati della guida politica della polis, senza curare troppo l'aspetto rigoroso del suo insegnamento. Di contro, avrebbe riservato il suo insegnamento basato sui mathémata ai discepoli più giovani. Questa tradizione della divisione tra i due gruppi di discepoli è stata considerata poco attendibile e storiograficamente poco fondata, anche se utile per evidenziare gli aspetti mistici della dottrina di Pitagora: l'insegnamento praticato dietro a una tenda dava un aspetto oracolare alla sua parola per gli allievi, semplici acusmatici, ascoltatori obbligati a seguire le lezioni in silenzio.
È quasi certo che l'insegnamento pitagorico avesse un aspetto mistico-religioso consistente in un addottrinamento dogmatico, secondo il noto motto della scuola “αὐτὸς ἔφα” o “ipse dixit” (lo ha detto lui) e un contenuto che riguardava gli opposti e i numeri (in quanto principi cosmologici), da intendersi però, come hanno osservato vari autori (tra cui Édouard Schuré e René Guénon) in un senso non solo quantitativo, ma anche qualitativo e simbolico.

#### Cosmografia

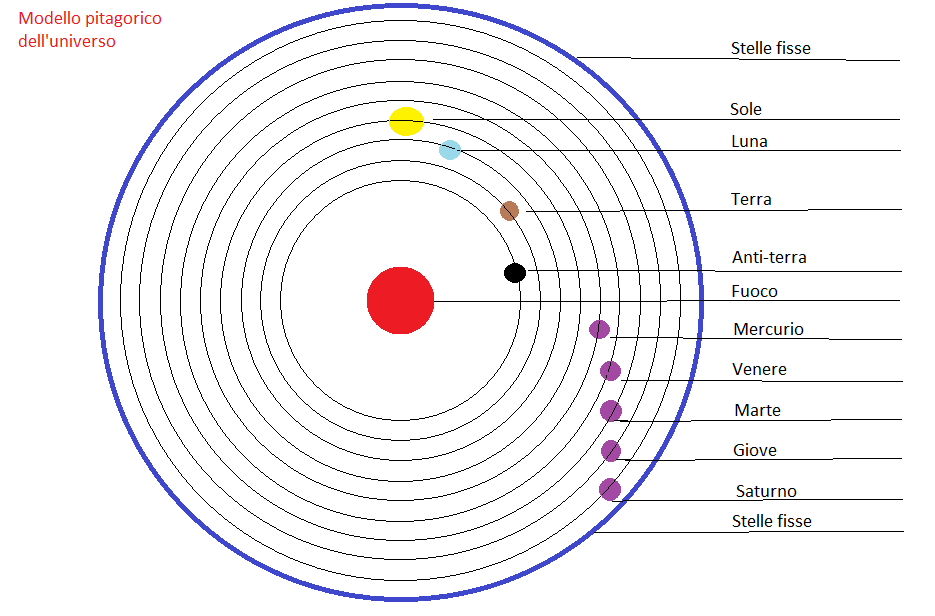
Il modello pitagorico dell'universo

La concezione pitagorica dell'universo mette al centro di questo non la Terra, come in altre cosmografie antiche, come ad esempio Anassimandro, ma il Fuoco: il nostro pianeta è solo uno dei corpi celesti che girano intorno al Fuoco. Gli altri astri erranti sono: l'Antiterra, che precede la Terra nella sua vicinanza al Fuoco in posizione all'esatto opposto della Terra e, dopo il nostro pianeta, seguono la Luna, il Sole e i cinque pianeti (Mercurio, Venere, Marte, Giove e Saturno), tutti astri che unitamente al Fuoco sono contenuti all'interno dell'universo sferico delle Stelle fisse. Secondo Aristotele, questa concezione pitagorica, decisamente non geocentrica, non è frutto di osservazioni empiriche quanto piuttosto si basa sulla loro valutazione della rilevanza degli enti: il Fuoco è il più importante anche rispetto alla Terra quindi il luogo che gli spetta è al centro del cosmo per questa ragione lo indicano anche come la "custodia di Zeus". Secondo Filolao il Sole è di natura vitrea e quindi questo astro si limita a riflettere luce e calore che sono propri del Fuoco.

#### "Scienza" e musica

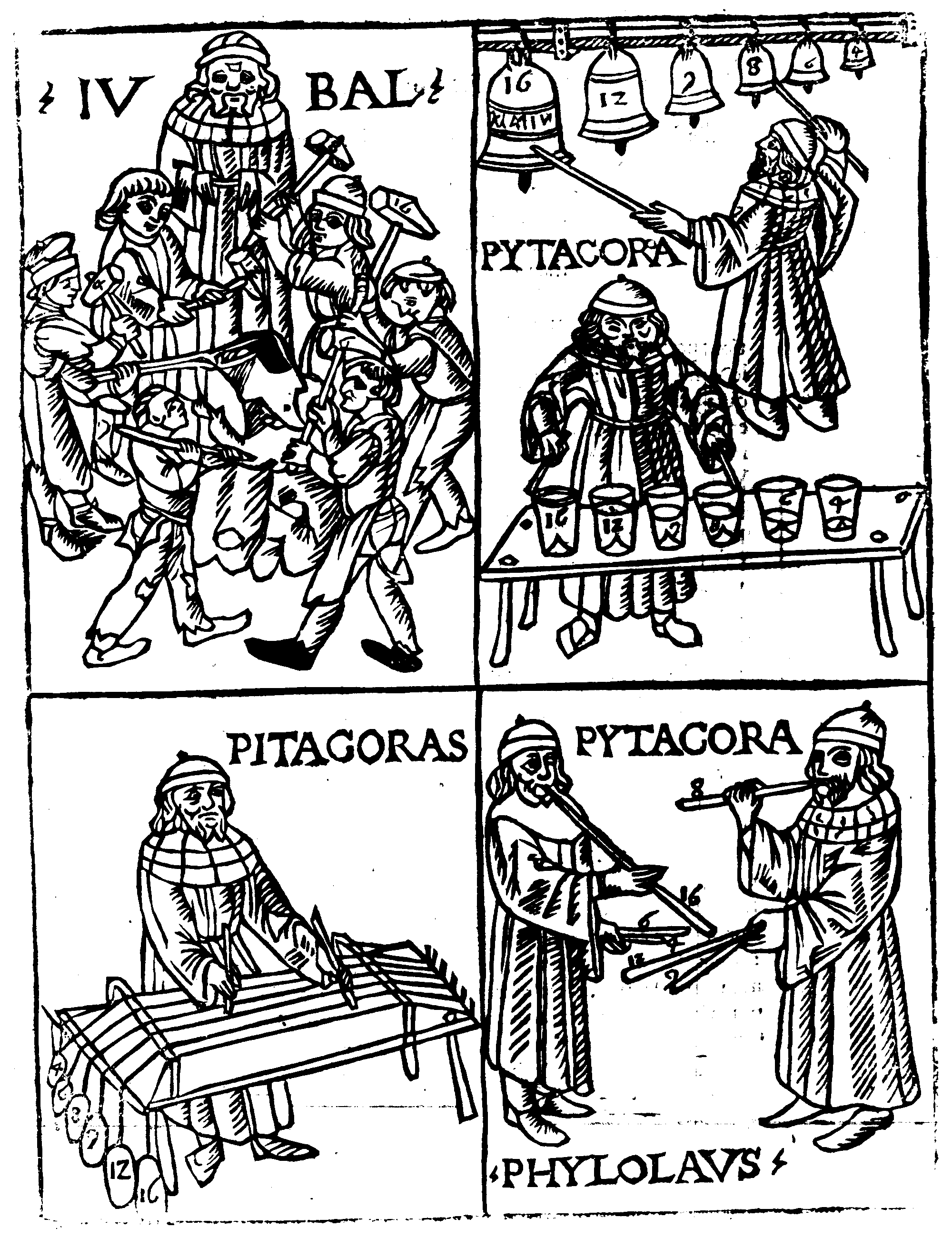
Xilografia medievale che raffigura Pitagora con campane e altri strumenti che suonano in armonia

Riguardo alle elaborazioni scientifiche attribuite a Pitagora, gli storici della filosofia non sono in grado di avere certezza.
Le dottrine astronomiche sono sicuramente state elaborate dai suoi discepoli nella seconda metà del V secolo a.C.
Il teorema per cui il filosofo è famoso era già noto agli antichi Babilonesi, ma alcune testimonianze, tra cui Proclo, riferiscono che Pitagora ne avrebbe intuito la validità. Tale "teorema" è inserito alla proposizione 47 del I libro degli Elementi di Euclide. L'attribuzione a Pitagora di detto "teorema" si deve tuttavia esclusivamente al commento di Proclo che, a sua volta, si rifaceva alla testimonianza di un oscuro Apollodoro il quale avrebbe sostenuto che Pitagora, dopo la scoperta del teorema avrebbe sacrificato un bue. Anche se è probabile che il "saggio" di Samo si sia interessato ad argomenti matematici e di filosofia della natura occorre ricordare che «fino a Platone e Aristotele inclusi, non esiste ombra di prova diretta che permetta di qualificare Pitagora come filosofo della natura o come matematico».
Di contro, si deve a Pitagora l'aver indicato come sostanza primigenia (archè) l'armonia, determinata dal rapporto tra i numeri e le note musicali, da cui deriva l'invenzione della scala musicale. Pitagora avrebbe tradotto sperimentalmente la sua intuizione costruendo un monocordo: tese una corda fra due ponticelli e ricavò l'ottava ponendo una stanghetta esattamente al centro della corda (1:2). Poi ne pose un'altra a 2/3 della lunghezza della corda, stabilendo così l'intervallo di 5ª. Sistemando a 3/4 un'altra stanghetta trovò l'intervallo di 4ª. La distanza, in termini di altezza, fra la 4ª e la 5ª la chiamò tono. La scala musicale basata su questi intervalli, che nel Medioevo era attribuita allo stesso Pitagora, ebbe una particolare importanza teorica, al di là della pratica musicale: Platone, nel dialogo Timeo, la descrisse come fondamento numerico dell'anima del mondo.

## Eredità
(Bertrand Russell)
La figura di Pitagora ha esercitato una forte influenza polarizzatrice: da una parte i suoi estimatori (ad esempio Empedocle), dall'altra i suoi critici (ad esempio Senofane o Eraclito).

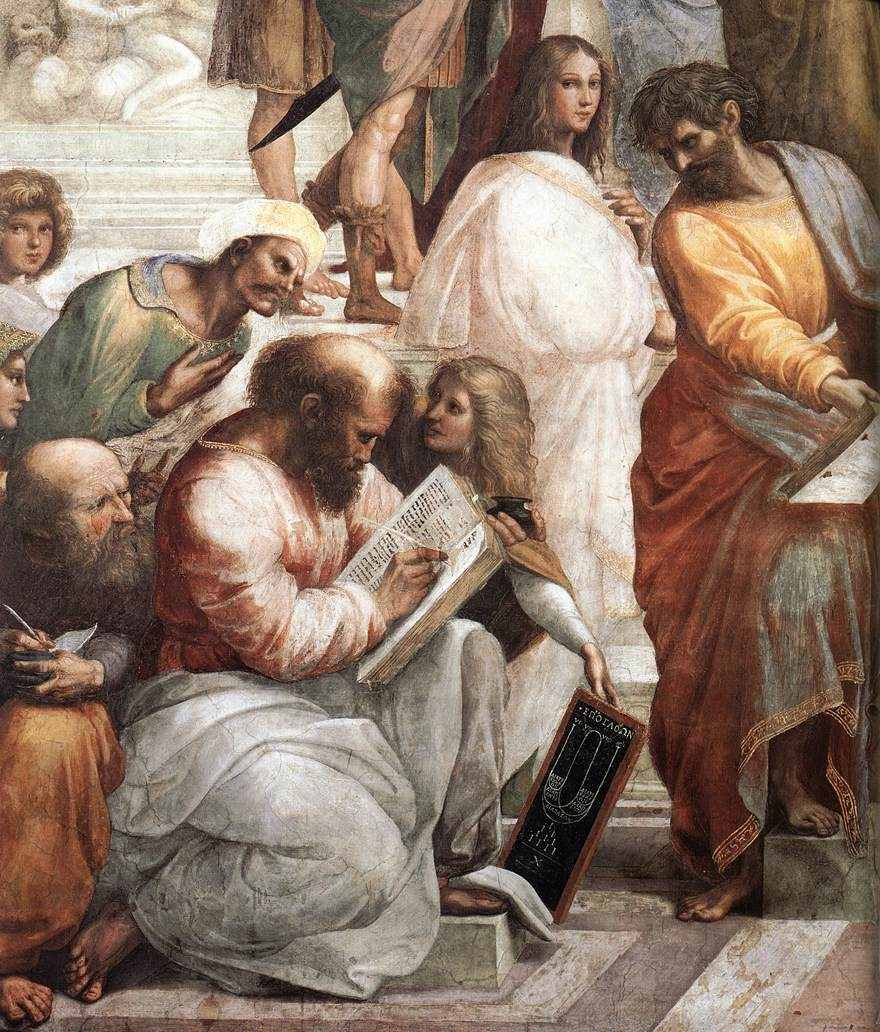
Pitagora, dettaglio della Scuola d'Atene (1511) di Raffaello Sanzio.

Per Platone, Pitagora è un esempio di maestro che insegna uno stile di vita; mentre Isocrate nella sua orazione su Busiride (XI) sostiene anche che «Pitagora di Samo, andato in Egitto e fattosi loro discepolo, portò in Grecia per primo lo studio di ogni genere di filosofia», ottenendo così l'ammirazione dei suoi contemporanei. Platone eredita da Pitagora l'idea dell'importanza della matematica come linguaggio per descrivere il mondo, pur mantenendola nell'ambito metafisico ma ripulendola dal pesante bagaglio misticheggiante in cui era immersa. L'astronomia della scuola pitagorica, che continua nella visione del cosmo di Platone, sarà destinata a diventare un modello di scienza, che, attraverso Copernico, sarà alla base della scienza moderna. L'influenza del progetto pitagorico-platonico è esplicita sugli scienziati della rivoluzione scientifica moderna, come Galileo e Keplero.
Plutarco riporta che Platone da vecchio si sia ricreduto sul geocentrismo riportato nel Timeo, il tutto a dimostrare come la teoria del Fuoco al centro dell'universo poteva aver avuto accoglimento nell'Accademia platonica.
Con Democrito, che titola una delle sue opere Pitagora, e che un contemporaneo, Glauco di Reggio, indica come discepolo di un pitagorico, terminano le testimonianze antiche sulla figura del "saggio" di Samo. Agli inizi del IV secolo, le testimonianze su Pitagora si fanno vieppiù positive (cfr. ad esempio Antistene, Aristippo e Androne di Efeso) fino alla progressiva "monopolizzazione" della figura all'interno dell'Accademia platonica.
La figura di Pitagora godeva di grande considerazione presso i romani, che lo ritenevano il più forte tra i greci, tanto che gli fu dedicata una statua posta nel Comizio, uno delle aree più antiche nel Foro Romano. Tanta era la considerazione, che alcuni membri della Gens Aemilia, come anche altri della Gens Marcia, allo scopo di nobilitare le origini delle rispettive casate, sostenevano che queste discendessero dal filosofo e matematico greco.